# Happy Mondays

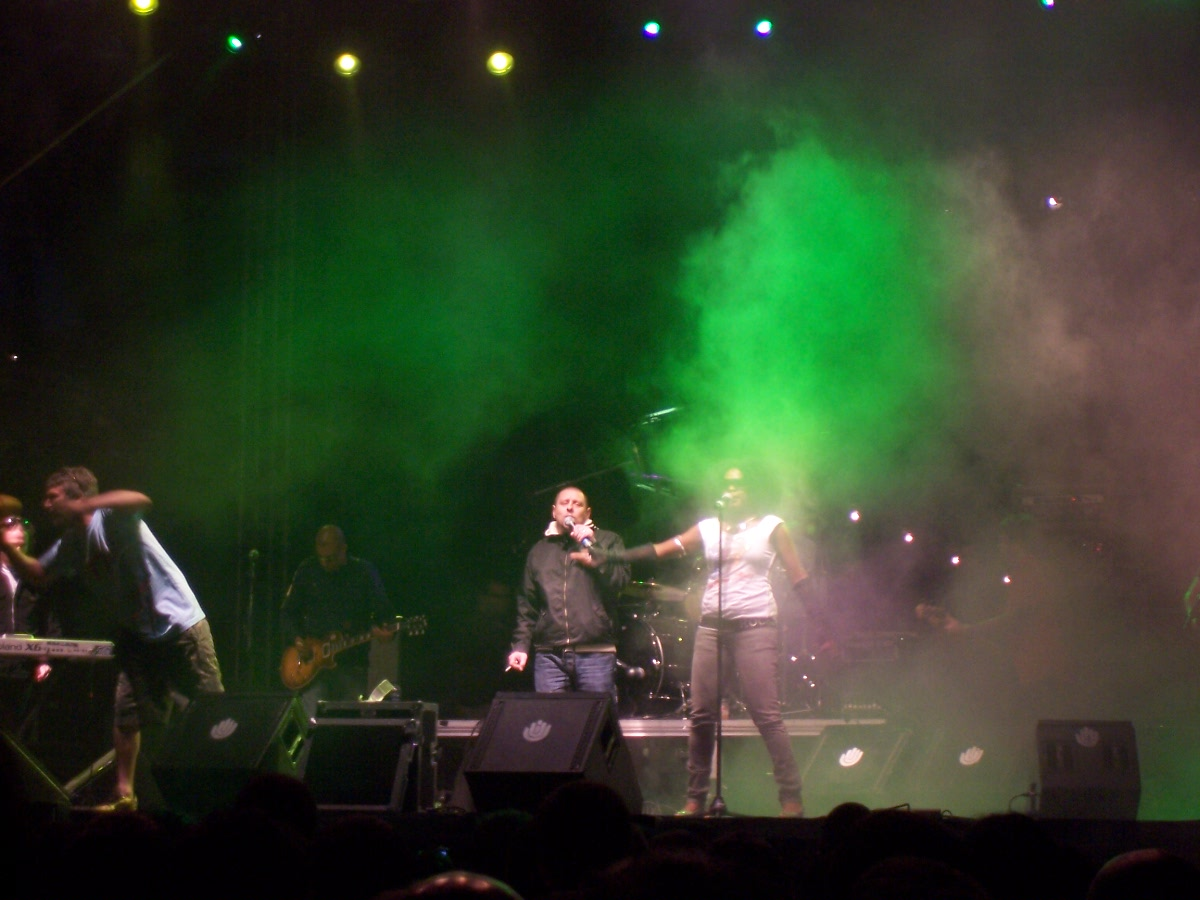
Happy Mondays 2007

Die Happy Mondays sind eine britische Rockband aus Manchester. Zusammen mit den Stone Roses und den Inspiral Carpets gelten sie als Vorreiter der Madchester-Bewegung. Ihre psychedelische Tanzmusik begleitete die Entstehung der Ravekultur im Raum Manchester.

## Geschichte
Die Anfänge der Happy Mondays reichen bis ins Jahr 1980 zurück. Die noch namenlose Coverband aus Salford, Greater Manchester bestand ursprünglich aus dem Leadsänger Shaun Ryder, seinem Bruder Paul Ryder (* 24. April 1964 in Manchester; † 15. Juli 2022) am Bass, Gitarrist Mark Day (* 29. Dezember 1961 in Manchester) und dem Drummer Gary Whelan (* 12. Februar 1966 in Salford). Keyboarder Paul Davis (* 7. März 1966 in Manchester) trat wenig später bei. 1983 nahmen sie den heutigen Bandnamen an, den sie in Anlehnung an den New-Order-Song Blue Monday wählten.
1984 nahmen sie an einem Bandcontest im berühmten Club Haçienda teil. Obwohl sie den letzten Platz belegten, wurde der Musikmanager Tony Wilson auf sie aufmerksam. 1985 ließen die Ryder-Brüder dem Modegeschäftbesitzer Phil Sachs eine Demoaufnahme zukommen, der darauf Manager der Band wurde und ihnen Auftritte im Vorprogramm von New Order organisierte. 1985 veröffentlichten sie über das Label Factory Records die Forty Five EP mit dem Song Delightful. Im selben Jahr stieß auch der Tänzer und Perkussionist Mark „Bez“ Berry zu den Happy Mondays. 1987 erschien das Debütalbum Squirrel And G-Man Twenty Four Hour Party People Plastic Face Carnt Smile (White Out), produziert von John Cale. 1991 wurde Rowetta Idah Sängerin der Band.
Ihre größten Hits waren Step On und Kinky Afro, die 1990 beide Platz 5 der britischen Single-Charts erreichten. Ihre Tonträger erschienen auf dem Label Factory Records.
1993 trennte sich die Gruppe zum ersten Mal. Ein erstes kurzes Comeback gaben sie Ende der 1990er Jahre, das zweite ab 2004. Ein neues Album (das letzte datierte aus dem Jahr 1992) erschien im Sommer 2007 mit dem Titel Uncle Dysfunktional.

## Diskografie

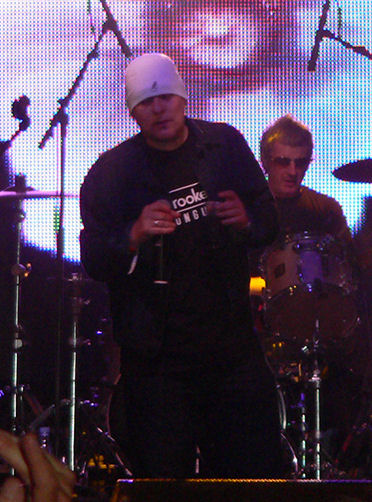
Sänger Shaun Ryder, Schlagzeuger Gary Whelan (2006)

### Alben
| Jahr | Titel                            | Höchstplatzierung, Gesamtwochen, AuszeichnungChartplatzierungen (Jahr, Titel, Platzierungen, Wochen, Auszeichnungen, Anmerkungen) | Höchstplatzierung, Gesamtwochen, AuszeichnungChartplatzierungen (Jahr, Titel, Platzierungen, Wochen, Auszeichnungen, Anmerkungen) | Höchstplatzierung, Gesamtwochen, AuszeichnungChartplatzierungen (Jahr, Titel, Platzierungen, Wochen, Auszeichnungen, Anmerkungen) | Anmerkungen                             |
| Jahr | Titel                            | AT | UK | US | Anmerkungen                             |
| ---- | -------------------------------- | --- | --- | --- | --------------------------------------- |
| 1988 | Bummed                           | — | UK59 (14 Wo.)UK | — | Erstveröffentlichung: November 1988     |
| 1990 | Pills ’n’ Thrills and Bellyaches | AT30 (1 Wo.)AT | UK4 Platin · (33 Wo.)UK | US89 (13 Wo.)US | Erstveröffentlichung: 26. November 1990 |
| 1992 | Yes Please!                      | — | UK14 (3 Wo.)UK | — |                                         |
| 2007 | Uncle Dysfunktional              | — | UK73 (1 Wo.)UK | — | Erstveröffentlichung: 6. Juli 2007      |

Weitere Alben
- 1987: Squirrel and G-Man Twenty Four Hour Party People Plastic Face Carnt Smile (White Out)

### Livealben
| Jahr | Titel | Höchstplatzierung, Gesamtwochen, AuszeichnungChartplatzierungen (Jahr, Titel, Platzierungen, Wochen, Auszeichnungen, Anmerkungen) | Höchstplatzierung, Gesamtwochen, AuszeichnungChartplatzierungen (Jahr, Titel, Platzierungen, Wochen, Auszeichnungen, Anmerkungen) | Höchstplatzierung, Gesamtwochen, AuszeichnungChartplatzierungen (Jahr, Titel, Platzierungen, Wochen, Auszeichnungen, Anmerkungen) | Anmerkungen |
| Jahr | Titel | AT | UK | US | Anmerkungen |
| ---- | ----- | --- | --- | --- | ----------- |
| 1991 | Live  | — | UK21 (3 Wo.)UK | — |             |

Weitere Livealben
- 2005: Step On – Live in Barcelona

### Kompilationen
| Jahr | Titel         | Höchstplatzierung, Gesamtwochen, AuszeichnungChartplatzierungen (Jahr, Titel, Platzierungen, Wochen, Auszeichnungen, Anmerkungen) | Höchstplatzierung, Gesamtwochen, AuszeichnungChartplatzierungen (Jahr, Titel, Platzierungen, Wochen, Auszeichnungen, Anmerkungen) | Höchstplatzierung, Gesamtwochen, AuszeichnungChartplatzierungen (Jahr, Titel, Platzierungen, Wochen, Auszeichnungen, Anmerkungen) | Anmerkungen |
| Jahr | Titel         | AT | UK | US | Anmerkungen |
| ---- | ------------- | --- | --- | --- | ----------- |
| 1995 | Loads         | — | UK41 (3 Wo.)UK | — |             |
| 1999 | Greatest Hits | — | UK11 Gold · (11 Wo.)UK | — |             |

Weitere Kompilationen
- 1993: Double Easy – The U.S. Singles
- 2005: The Platinum Collection
- 2012: Double Double Good: The Best of Happy Mondays

### EPs
| Jahr | Titel                  | Höchstplatzierung, Gesamtwochen, AuszeichnungChartplatzierungen (Jahr, Titel, Platzierungen, Wochen, Auszeichnungen, Anmerkungen) | Höchstplatzierung, Gesamtwochen, AuszeichnungChartplatzierungen (Jahr, Titel, Platzierungen, Wochen, Auszeichnungen, Anmerkungen) | Höchstplatzierung, Gesamtwochen, AuszeichnungChartplatzierungen (Jahr, Titel, Platzierungen, Wochen, Auszeichnungen, Anmerkungen) | Anmerkungen                         |
| Jahr | Titel                  | AT | UK | US | Anmerkungen                         |
| ---- | ---------------------- | --- | --- | --- | ----------------------------------- |
| 1989 | Madchester Rave On     | — | UK19 (27 Wo.)UK | — | Erstveröffentlichung: November 1989 |
| 1990 | The Peel Sessions 1989 | — | UK79 (2 Wo.)UK | — |                                     |

Weitere EPs
- 1985: Forty Five
- 1989: Hallelujah
- 1991: The Peel Sessions 1991

### Singles
| Jahr | Titel Album                                      | Höchstplatzierung, Gesamtwochen, AuszeichnungChartplatzierungen (Jahr, Titel, Album, Platzierungen, Wochen, Auszeichnungen, Anmerkungen) | Höchstplatzierung, Gesamtwochen, AuszeichnungChartplatzierungen (Jahr, Titel, Album, Platzierungen, Wochen, Auszeichnungen, Anmerkungen) | Höchstplatzierung, Gesamtwochen, AuszeichnungChartplatzierungen (Jahr, Titel, Album, Platzierungen, Wochen, Auszeichnungen, Anmerkungen) | Anmerkungen                                                             |
| Jahr | Titel Album                                      | AT | UK | US | Anmerkungen                                                             |
| ---- | ------------------------------------------------ | --- | --- | --- | ----------------------------------------------------------------------- |
| 1989 | Lazyitis Bummed                                  | — | UK46 (6 Wo.)UK | — | 1989 nur auf Platz 85 1990 als Version mit Karl Denver erneut platziert |
| 1989 | W.F.L. (Wrote for Luck) Bummed                   | — | UK68 (9 Wo.)UK | — |                                                                         |
| 1990 | Step On Pills ’n’ Thrills and Bellyaches         | — | UK5 Platin · (27 Wo.)UK | US57 (10 Wo.)US |                                                                         |
| 1990 | Kinky Afro Pills ’n’ Thrills and Bellyaches      | — | UK5 Silber · (9 Wo.)UK | — |                                                                         |
| 1991 | Loose Fit Pills ’n’ Thrills and Bellyaches       | — | UK17 (7 Wo.)UK | — |                                                                         |
| 1991 | Judge Fudge –                                    | — | UK24 (3 Wo.)UK | — |                                                                         |
| 1992 | Stinkin’ Thinkin’ Yes Please!                    | — | UK31 (3 Wo.)UK | — |                                                                         |
| 1992 | Sunshine and Love Yes Please!                    | — | UK62 (1 Wo.)UK | — |                                                                         |
| 1999 | The Boys Are Back in Town Greatest Hits          | — | UK24 (2 Wo.)UK | — |                                                                         |
| 2002 | 24 Hour Party People 24 Hour Party People O.S.T. | — | UK97 (1 Wo.)UK | — |                                                                         |
| 2005 | Playground Superstar Goal! O.S.T.                | — | UK51 (2 Wo.)UK | — | Erstveröffentlichung: 17. Oktober 2005                                  |

Weitere Singles
- 1986: Freaky Dancin
- 1987: Tart Tart
- 1987: 24 Hour Party People
- 1988: Wrote for Luck
- 1991: Bob's Yer Uncle (US-Promosingle)
- 2007: Jellybean
- 2007: Dysfunktional Uncle
- 2015: Ooo La La to Panama